# Batalla de Wanjialing
La batalla de Wanjialing, conocida como la victoria de Wanjialing (en chino simplificado: 万家岭大捷; chino tradicional: 萬家嶺大捷; pinyin: Wànjiālǐng Dàjié), se refiere al éxito del ejército chino durante la batalla de Wuhan de la segunda guerra sino-japonesa contra las 101.ª, 106.ª, 9.ª y 27.ª divisiones japonesas alrededor de la región de Wanjialing en 1938. La batalla de dos meses y medio resultó en grandes pérdidas de las 101.ª y 106.ª divisiones japonesas.

## Partes enfrentadas

### República de China
Las fuerzas chinas estaban formadas por el 4.º Ejército, el 74.º Ejército de élite, el 66.º Ejército, la 187.ª División, la 91.ª División, la nueva 13.ª División, la 142.ª División, la 60.ª División, la 6.ª División de reserva, la 19.ª División, una brigada de la 139.ª División y la nueva 15.ª División, que hacían un total de 100.000 hombres. El comandante en jefe en la línea del frente era el comandante del 9.º Grupo de Ejércitos Wu Qiwei. Estaban bajo el mando general del comandante supremo de la 9.ª Región Militar Xue Yue.

### Imperio del Japón
Las fuerzas japonesas consistían en la 106.ª División, dirigida por el teniente general Junrokurō Matsuura. Bajo la 106.ª División, estaban la 111.ª Brigada de Infantería (113.º y 147.º Regimientos de Infantería) y la 136.ª Brigada (123.ª y 145.ª Regimientos de Infantería), así como regimientos de caballería, artillería, ingenieros y transporte. Durante la batalla, también se desplegó la 101.ª División. Más tarde, durante la batalla, también se desplegarían la 9.ª y 27.ª divisiones.